# Narodowe Muzeum Rzeźby w Valladolid
Narodowe Muzeum Rzeźby w Valladolid (hiszp. Museo Nacional de Escultura) – muzeum rzeźby mieszczące się w Valladolid.
Muzeum zostało założone w 1842, mieści się w trzech zabytkowych budynkach w starej części miasta: Colegio de San Gregorio, Pałacu de Villena i Pałacu del Conde de Gondomar. Gromadzi dzieła o tematyce religijnej z drewna polichromowanego z XIII–XVIII wieku (Gregorio Fernández, Pedro de Mena, Alonso Berruguete, Juan de Juni, Alonso de Rozas, Juan Martínez Montañés, Alonso Cano), a także zbiór kopii z XIX i XX wieku, pochodzących z dawnego Narodowego Muzeum Reprodukcji Artystycznych. Wśród dzieł malarskich znajdują się obrazy m.in. Rubensa, Zurbarána i Meléndeza.